# Clerici vagantes

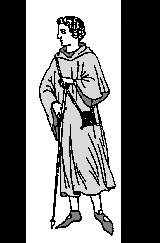
Un clericus vagans, 1500 circa

I clerici vagantes (o clerici vagi, al singolare clericus vagans, espressione della latinità medievale per «chierici vaganti» a cui si affiancò anche il nome di goliardi) sono gli studenti girovaghi che, nel Basso medioevo, erano soliti spostarsi in tutta Europa per poter seguire le lezioni che ritenevano più opportune (la cosiddetta peregrinatio academica). Erano appunto definiti chierici perché avevano gli ordini minori e dunque potevano godere di alcuni privilegi ecclesiastici.
La loro figura sociale fu importante e sintomatica di una fase di grande risveglio culturale, snodo epocale di cui furono partecipi e interpreti, del quale "rispecchiarono le condizioni sociali e la fisionomia morale".

## Storia

### Dal IV all'VIII secolo
Il concilio di Calcedonia, in Anatolia, nel 451 proibì l'ordinazione sacerdotale senza l'assegnazione contestuale di una comunità diocesana; misure rafforzate dal Concilio di Valenza, che ebbe luogo in Spagna nel 524 e introdusse la massima pena della scomunica per i clerici vagantes. In uno dei Concili di Arles della seconda metà del VI secolo), al tempo del vescovo e predicatore san Cesario (470-543) la scomunica fu estesa anche a tutti i cristiani che avessero dato ospitalità ai clerici vagantes.
Ciononostante, nei secoli successivi vi fu una fioritura di questo tipo di chierici che sovente aiutavano i vescovi locali nel disbrigo dei loro faccende, riuscendo a stabilirsi nei castelli di qualche cavaliere e ad ottenere un riconoscimento del loro status in qualità di cappellani, fatto che diede loro quasi un carattere di professione liberale e li rese concorrenti con le attività ordinarie e assistenziali del clero regolare.
Nell'anno 787, l'imperatore Carlo Magno riaffermò l'attualità della Definizione di Calcedonia e la validità perpetua delle sue deliberazioni in ordine alla vita della Chiesa, decretando che fossero bandite le attività di intrattenimento e spettacolo non autorizzate in forma scritta dalle autorità episcopali territorialmente competenti (nel clero regolare, erano equiparati ai vescovi anche gli abati dell'ordine benedettino).
Anche questi provvedimenti non produssero i risultati attesi, motivo per il quale la materia ritornò all'attenzione di vari concili del IX secolo (Magonza nell'847 e di Pavia intorno all'850) che tentarono nuovamente di porre un freno all'ambizione dei clerici vagantes di appropriarsi di diritti e privilegi che secondo l'ordinamento ecclesiastico non spettavano loro. Contro di essi, san Agobardo di Lione scrisse De privilegio et jure sacerdotii.

### Dall'XI secolo
Di nuovo, nel XII secolo intervenne il teologo tedesco Gerhoh di Reichersberg, autore del Liber de simonia. Dopo lo Sciopero studentesco del 1229 all'Università di Parigi, la pressione nei confronti dei goliardi subì una battuta d'arresto. Con la bolla Parens scientiarum, papa Gregorio IX (egli stesso ex studente dell'Università di Parigi) legittimò il decreto di re Filippo Augusto di Francia, che garantiva agli studenti l'immunità dalla giurisdizione secolare, confermando le esenzioni esistenti.
I privilegi e le immunità riconosciuti a studenti e insegnanti, e la loro libertà di movimento, trovavano fondamento giuridico nella constitutio nota come Authentica Habita, promulgata dall'imperatore Federico Barbarossa nel 1155-1158 circa.
La posizione di chierico assicurava molti vantaggi. Un allievo non frequentava mai la stessa università per tutto il corso degli studi: infatti seguiva il maestro nei suoi spostamenti, oppure si recava presso un docente famoso in un'altra città, favorito dal fatto che il latino, la lingua ufficiale degli studi, era utilizzato ovunque. L'esperienza di mobilità della peregrinatio academica era favorita, inoltre, "dall'assenza di frontiere [...], dal carattere universale dei titoli, da strutture complessivamente simili". Docenti e allievi si spostavano con frequenza da un centro del sapere all'altro e, tra questi, i chierici, pur essendo per lo più stranieri, avevano una posizione di privilegio all'interno della vita cittadina e di una notevole indipendenza rispetto ai poteri locali: avevano propri statuti da rispettare, ma erano quasi immuni dalle ingerenze dei magistrati cittadini, anche perché, in quanto chierici, rivendicavano il diritto di essere eventualmente giudicati da tribunali ecclesiastici (il cosiddetto privilegium fori).
Tuttavia la loro vita irrequieta e la condotta morale discutibile – oltreché un certo parteggiamento per i cosiddetti studia scholarum, ovvero poli universitari gestiti dagli studenti, e non da ecclesiasti – attirò su di loro le ire degli ambienti ecclesiastici. La loro fortuna durò quindi fino ai primi del XIII secolo, quando, per una concomitanza di cause, il fenomeno si esaurì.
Presto si affermò l'abitudine di frequentare la medesima università senza essere costretti a spostarsi in continuazione, e alla istituzionalizzazione dei curriculum di studio contribuì anche la Chiesa, che mal sopportava la frivolezza di costoro e le loro invettive contro la corruzione delle autorità romane. Derivò da questo la loro condanna esplicita da parte dei concili di Treviri (1227) e di Rouen (1231), con l'esplicita minaccia di esentare i chierici dai privilegi clericali (è interessante notare come nei documenti di questi concili i termini familia goliae, ovvero goliardi, e clerici vagantes fossero diventati ormai interscambiabili, a dimostrazione di come una certa condotta di vita fosse ampiamente diffusa tra gli studenti girovaghi).

## ICarmina Burana
Ai clerici vagantes viene attribuito ogni sorta di canto o poemetto satirico medioevale. Sembra comunque certo che i cosiddetti Carmina Burana siano effettivamente di produzione studentesca.